# Dostojevskaja (metrostation Moskou)
Dostojevskaja (Russisch: Достоевская ) is een station aan de Ljoeblinsko-Dmitrovskaja-lijn van de Moskouse metro. Het station is genoemd naar de Russische schrijver Fjodor Dostojevski. In 2025 zal een overstap naar de Koltsevaja-lijn worden gerealiseerd met de bouw van het aansluitende station Soevorovskaja.

## Geschiedenis
In het plan voor de Koltsevaja-lijn uit 1943 was al voorzien in een station bij het Communeplein, het huidige Soevorovplein. Hoewel het station niet gebouwd werd toen de ringlijn tussen 1947 en 1954 werd gebouwd, werden de tunnelbuizen zover uit elkaar gelegd dat er later alsnog perrons en een middelhal gebouwd konden worden. In het begin van de jaren 80 van de twintigste eeuw werden plannen gemaakt voor een lijn, de Ljoeblinsko-radius naar nieuwbouw projecten op de rechteroever van de Moskva in het zuiden van de stad. In 1984 kwam de aanbeveling om ook buiten de Koltsevaja-lijn overstappunten te maken om het aantal overstappers via die lijn te verminderen. Deze nieuwe lijn kreeg ook deel ten noorden van het centrum, de Dmitrovsko-radius. Bij de kruising met de Koltsevaja-lijn ter hoogte van het Communeplein werd een overstap gepland net als bij het noordelijker gelegen Petrovsko-Razoemovskaja op de destijds in aanbouw zijnde Serpoechovsko-Timirjazevskaja-lijn.  
Van het noord-zuid gelegen Dostojevskaja werd halverwege de jaren 90 van de twintigste eeuw de ruwbouw voltooid, maar langs de ringlijn die hier oost-west ligt gebeurde niets. Door de Roebelcrisis kwam de bouw van de Dmitrovsko-radius geheel tot staan en werden een aantal bouwplaatsen geheel ontmanteld. In 2007 werden de werkzaamheden hervat met het afwerken van de middenhal op 60 meter diepte en het boren van de tunnelbuizen voor de metro tussen Troebnaja en Marina Rosjtsja. In april 2009 werd de opening van het station opgeschort, ook dit keer in verband met de bekostiging, tot mei 2010. Verder uitstel van de opening van de verlenging volgde in verband met de vertraagde levering van roltrappen voor het nieuwe eindpunt Marina Rosjtsja. Door sommigen werd de inrichting als zeer somber of zelfs als buitensporige tragedie aangemerkt en zou dit ook een reden geweest zijn voor het uitstel. De opening van de lijn direct ten noorden van Troebnaja vond plaats op 19 juni 2010 en Dostojevskaja ging als 181e metrostation in Moskou open voor het publiek. De openingsceremonie werd bijgewoond door burgemeester Loezjkov en metrodirecteur Gajev die hiermee beiden de laatste handeling in hun functie verrichtten. Verder werd hier het prototype 81-760/761 van een nieuwe reeks metrostellen getoond aan de hoogwaardigheidsbekleders.   

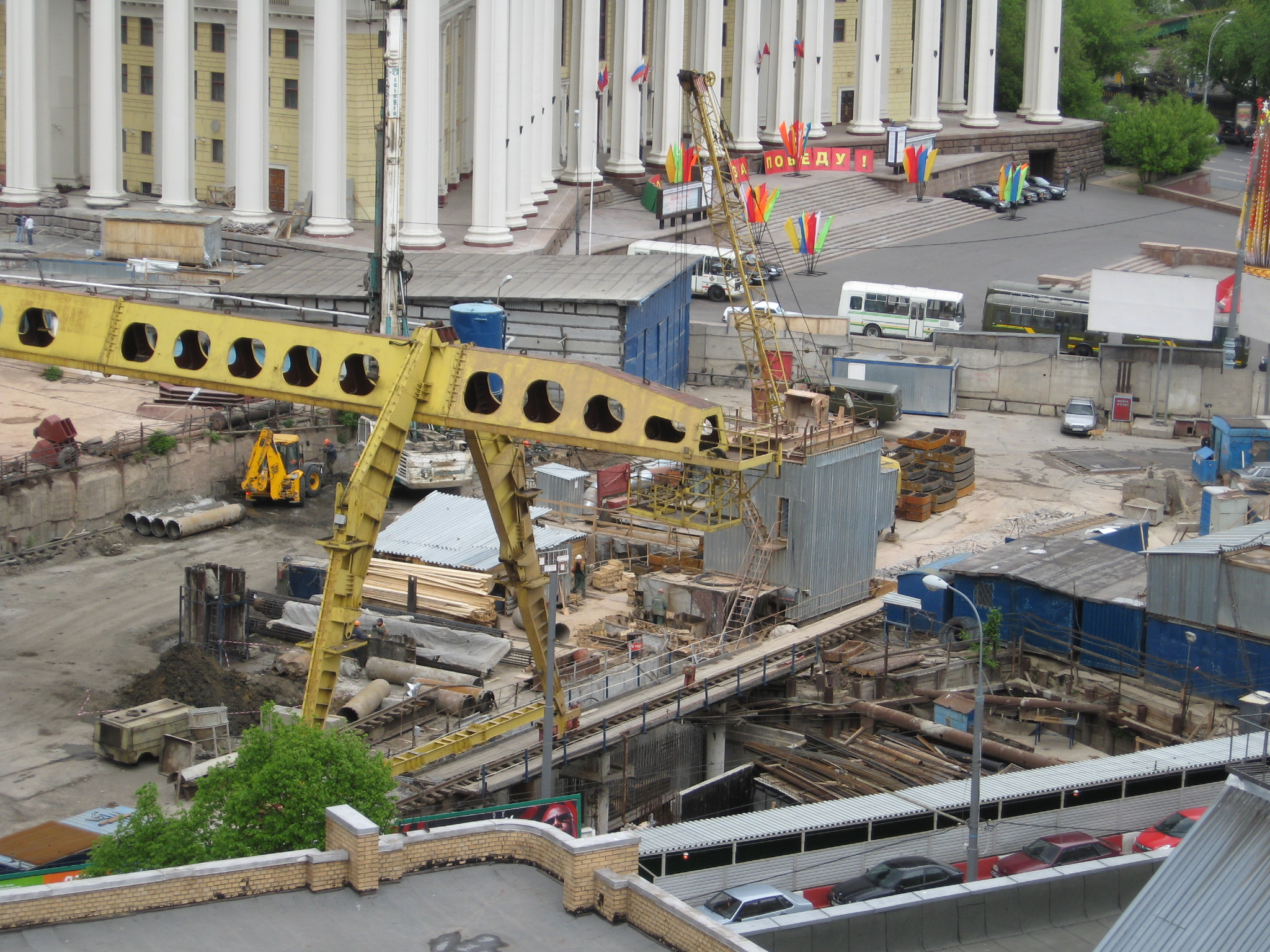
De bouwplaats in mei 2008
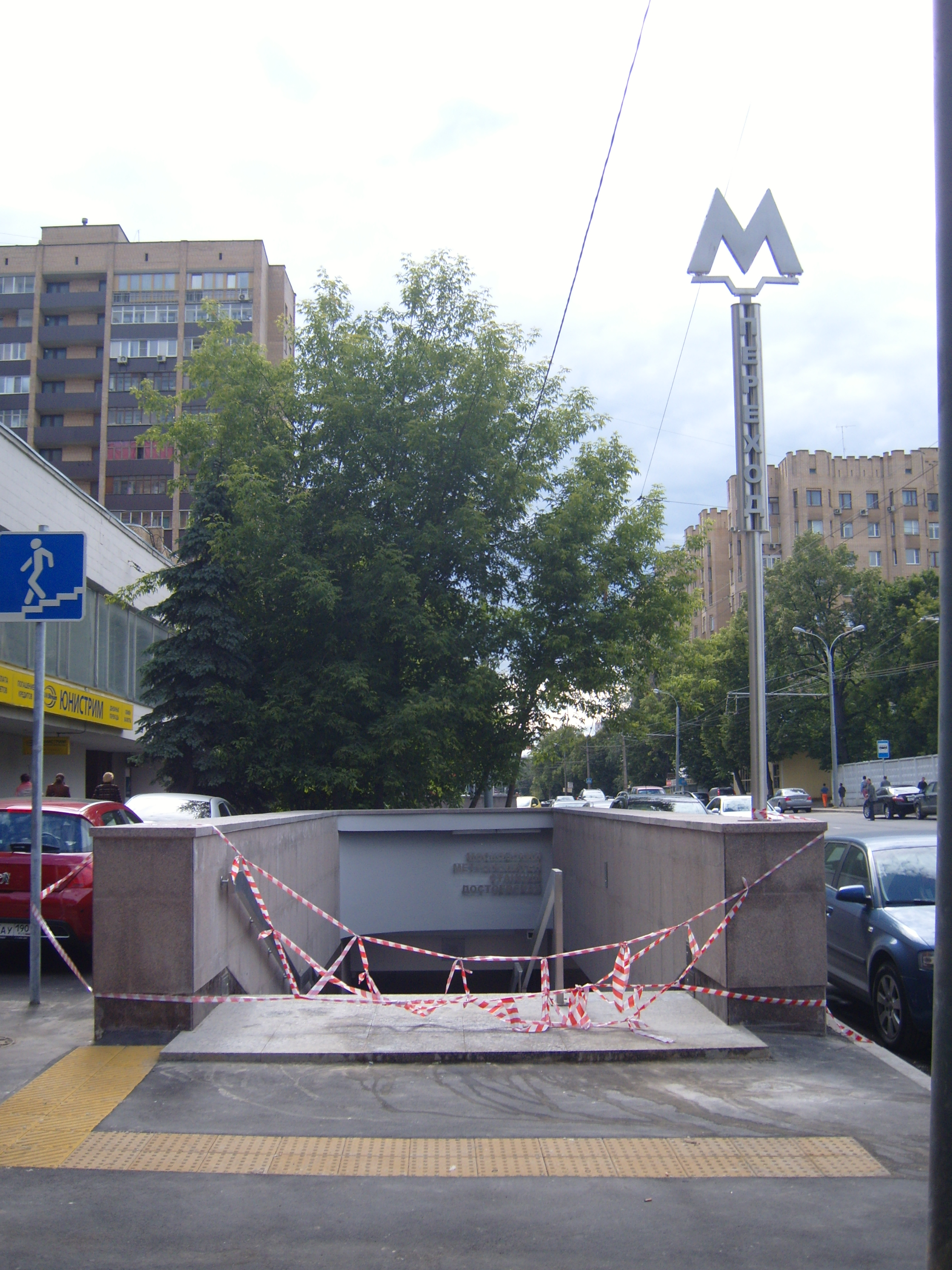
De ingang vlak voor de opening
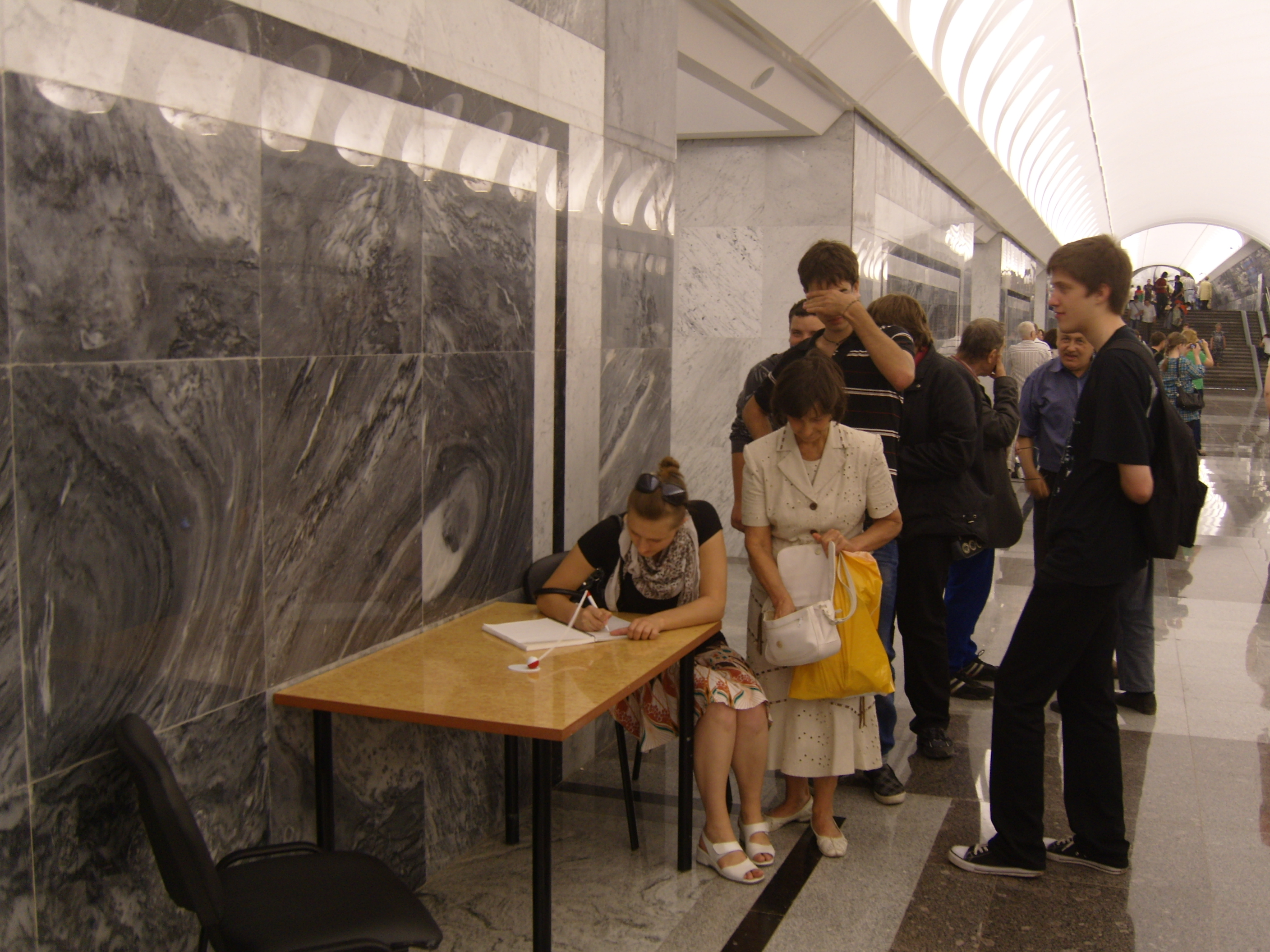
Burgers schrijven in het gastenboek na de openingsceremonie

## Inrichting en overstap
Het station is ontworpen met toegangen op beide kopse kanten. Alleen de noordelijke toegang is in gebruik en verbindt de middenhal via een vaste trap, een tussengang en roltrappen met de verdeelhal. Deze ondergrondse verdeelhal, van de hand van architect Goerski, ligt voor het Centrale academisch theater van het Russische leger. De zuidelijke toegang is met een glazen wand afgesloten voor het publiek. In ruwbouw zijn achter deze wand voorzieningen getroffen voor de aansluiting van trappen en roltrappen naar het perron van Soevorovskaja. De bouw van Soevoroskaja werd in 2017 om economische redenen gestaakt maar in augustus 2019 werd besloten om het station toch af te bouwen, de opening wordt verwacht in 2025. De tunnels van de Koltsevaja-lijn liggen ruim 40 meter diep en het hoogteverschil tussen de tussengang aan de zuidkant en het toekomstige perron bedraagt 13 meter. Voor de overstapverbinding zal een 44 meter lange tunnel met roltrappen worden gebouwd. De inrichting van het station leidde tot ophef toen de afbeeldingen op internet verschenen. In het station komt het werk van Dostojevski in beeld door afbeeldingen, van de hand van Ivan Nikolajev, van de gebeurtenissen uit zijn boeken die op de pylonen zijn aangebracht. Het betreft de boeken De gebroeders Karamazov, Misdaad en straf, De idioot en Boze geesten inclusief gewelddadige scenes, zoals moorden en zelfmoorden. Als antwoord op de wisselende reacties zei Nikolajev:Als je het thema Dostojevski kiest, dan moet je de diepte en tragedie van zijn werk evenaren.

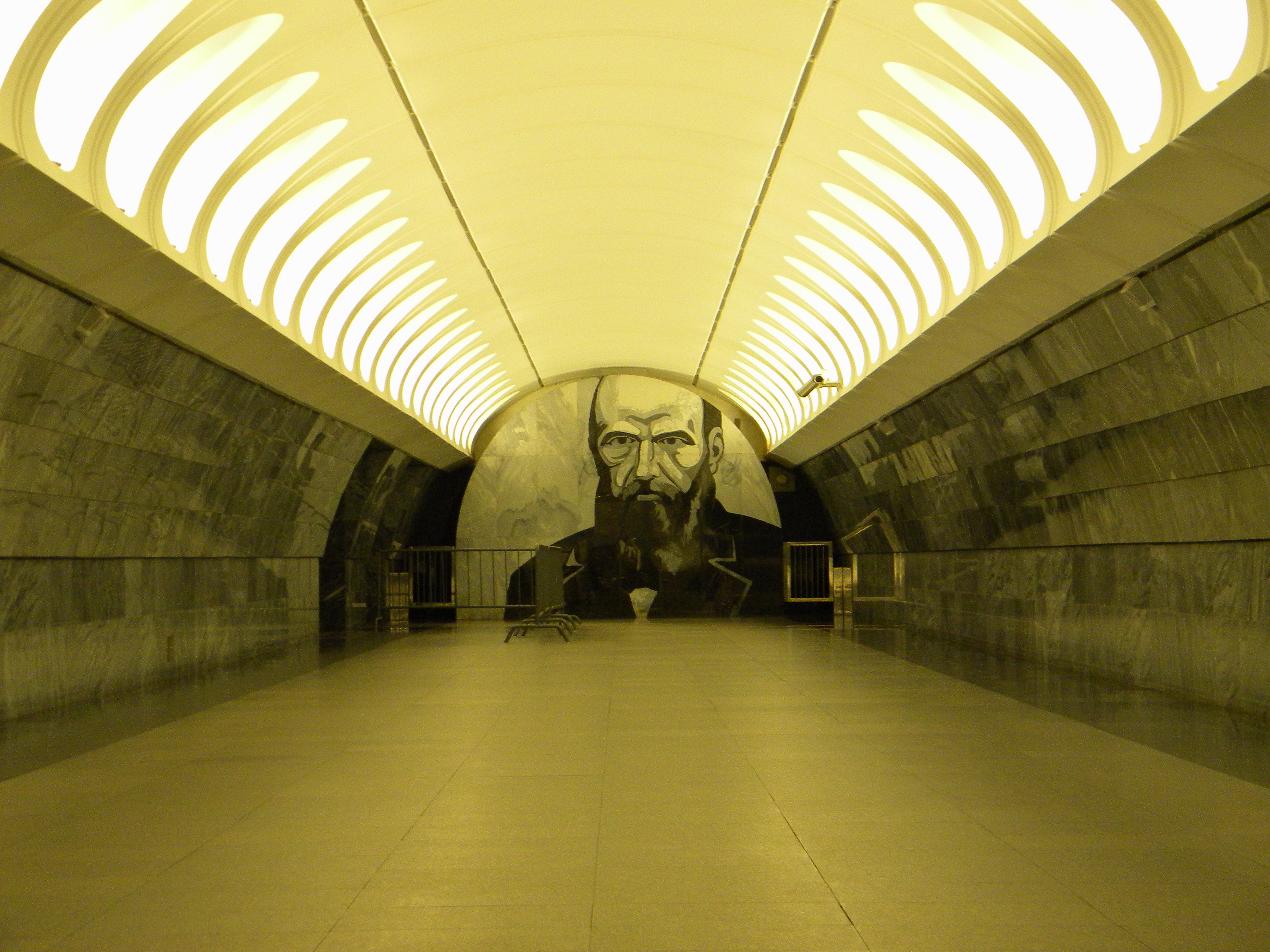
Dostojevski in de gang tussen de roltrappen en de middenhal
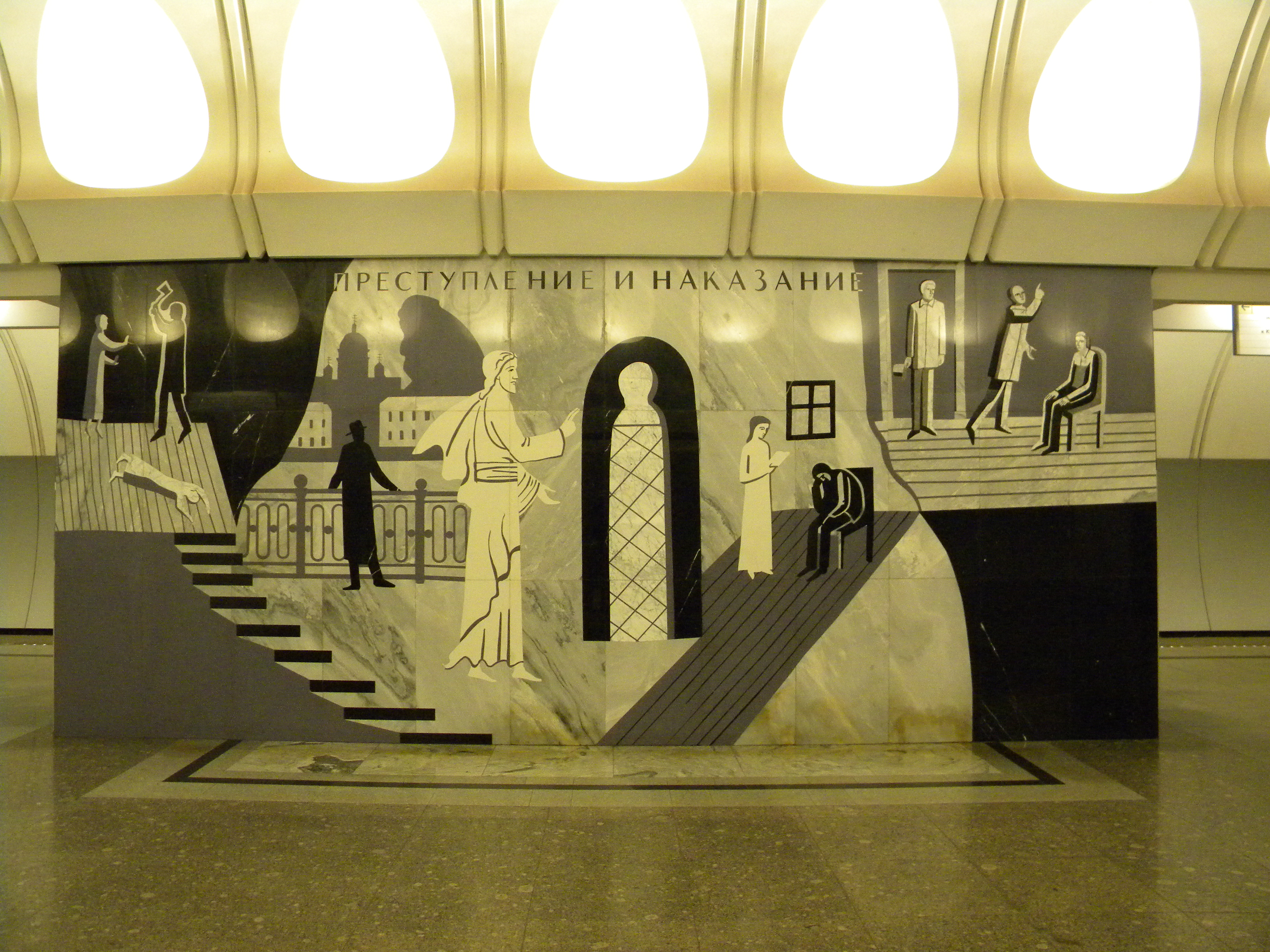
Misdaad en straf
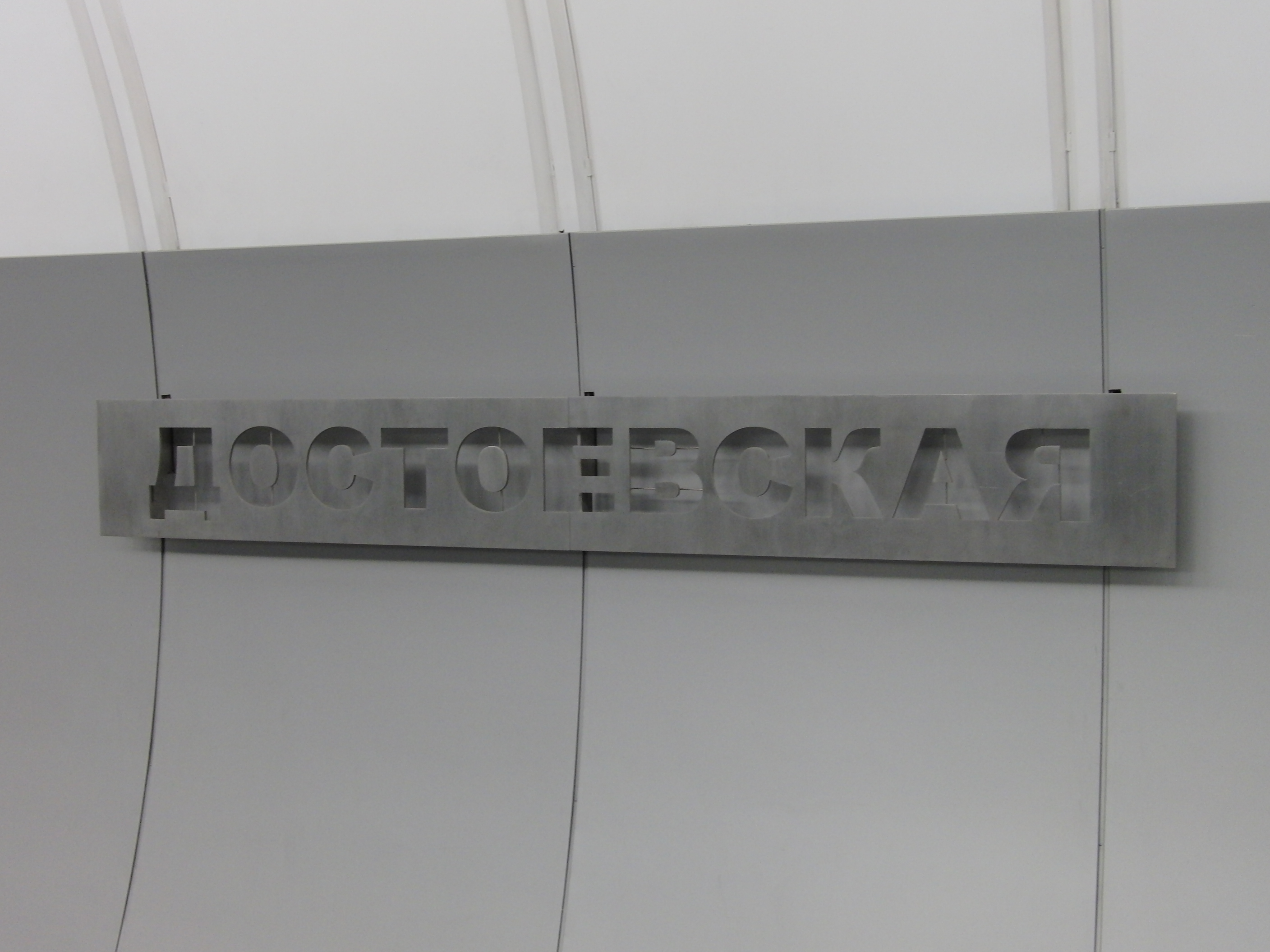
De naam op de tunnelwand

Tijdens de bouwstop diende de ruwbouw van het station als filmset voor de film Trackman die in 2007 werd uitgebracht. 

## Reizigersverkeer
Reizigers kunnen op oneven dagen vanaf 6:00 uur de metro naar het noorden nemen  en vanaf 5:51 uur richting het centrum. Op even dagen door de week is dit respectievelijk 5:54 uur en 5:43 uur.  Op even dagen in het weekeinde is dit respectievelijk 5:43 uur en 5:54 uur.